# Hecken
Hecken é uma comuna francesa na região administrativa de Grande Leste, no departamento Alto Reno. Estende-se por uma área de 2,45 km². Em 2010 a comuna tinha 517 habitantes (densidade: 211 hab./km²).